# Lyncos

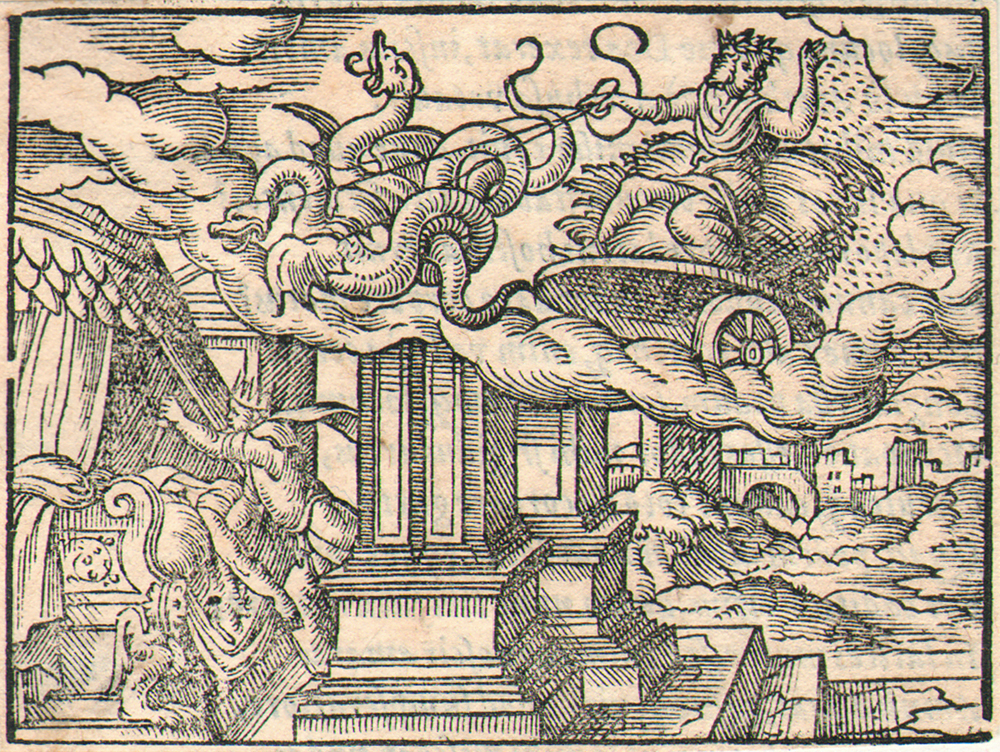
Triptolème et Lyncos, illustration de Virgil Solis pour le livre V des Métamorphoses d'Ovide (1581)

Dans la mythologie grecque, Lyncos est roi de Scythie sur les bords de la mer Noire, fils de Thanatos et de Macaria (elle-même fille d'Héraclès). Il n'apparaît dans aucune source grecque conservée mais seulement chez des auteurs latins : Ovide dans les Métamorphoses, Servius dans son commentaire à l’Énéide de Virgile et Hygin dans ses Fables.
Alors que Triptolème, chargé par Déméter de répandre les grains nécessaires aux moissons, arrive dans son royaume, il tente de le tuer afin de s'attribuer tout le mérite. Déméter intervient et transforme Lyncos en lynx. Les Scythes, peuple nomade, n'ont alors pas le droit à l'agriculture.

### Sources antiques
- Ovide, Métamorphoses [détail des éditions] [lire en ligne], V, 649.d
- Servius, commentaire à l’Énéide de Virgile, chant I, vers 323.
- Hygin, Fables, 259.

### Ouvrages savants contemporains
- Pierre Grimal, Dictionnaire de la mythologie grecque et romaine, Paris, Presses universitaires de France, 1951, article « Lyncos ».